# Патнаик, Биджу
Биджу (Биджаянанда) Патнаик (англ. Biju Patnaik; 5 марта 1916, Каттак, Британская Индия — 17 апреля 1997, Нью-Дели) — индийский политический и государственный деятель, авиатор, борец за свободу Индии. Главный министр (глава правительства) штата Одиша (23 июня 1961 — 2 октября 1963 и 5 марта 1990 — 15 марта 1995), министр угледобывающей промышленности Индии (1977—1980). Деятель Индийского национально-освободительного движения.

## Биография
Представитель народа ория.

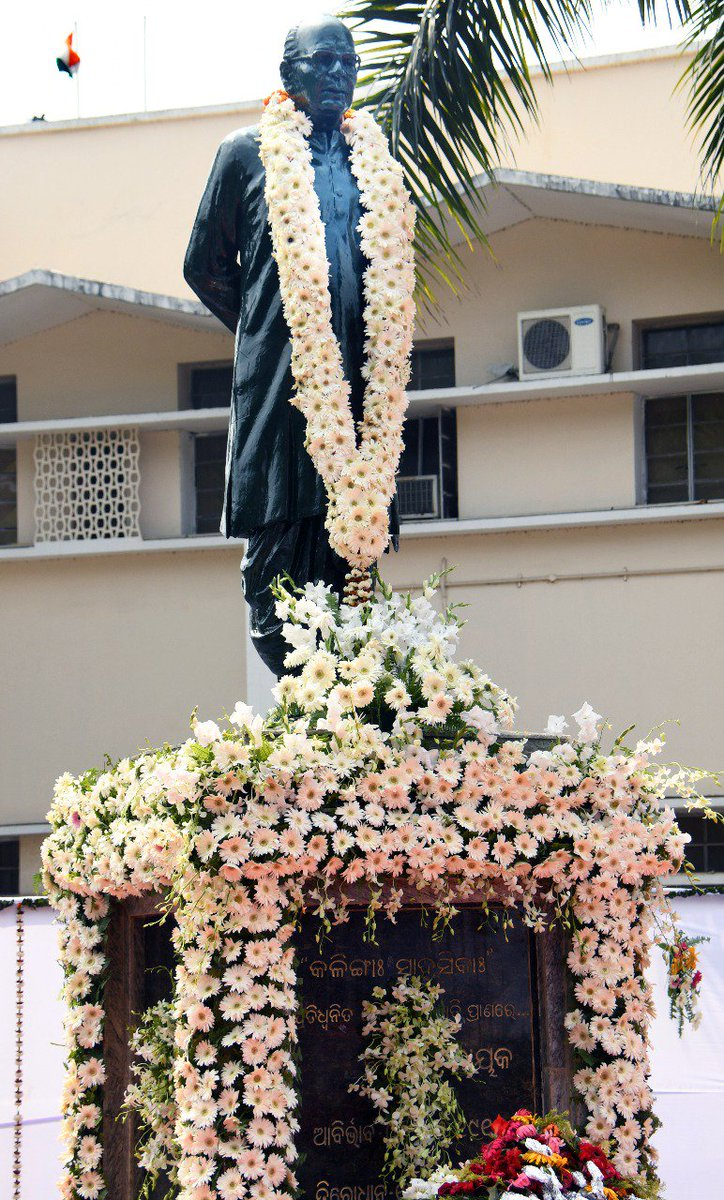
Памятник Б. Патнаика

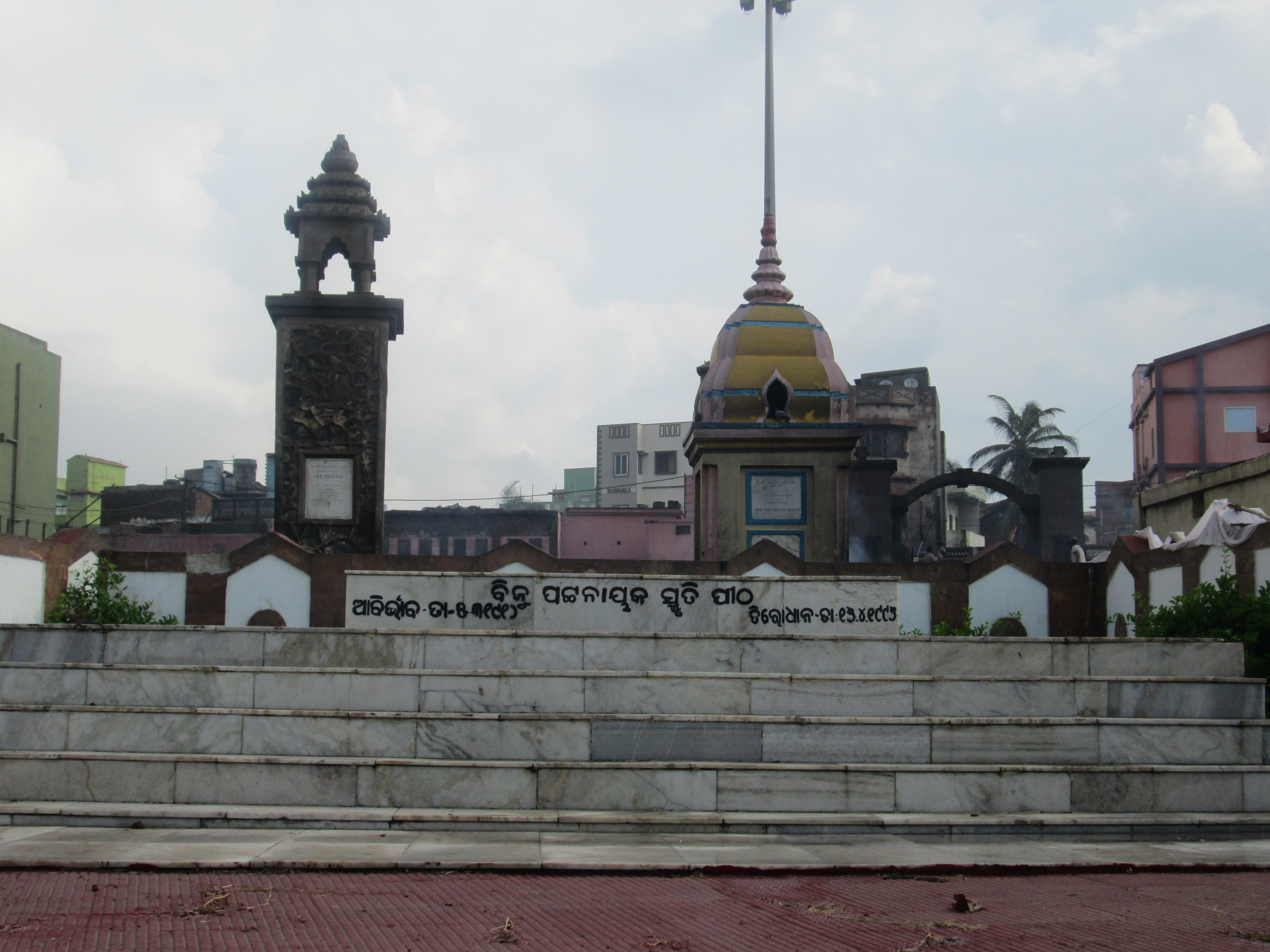
Мемориал Б. Патнаика

Учился в колледже Рэйвеншоу в Одише (ныне Университет Рэйвеншоу) в Каттаке, но, увлёкшись авиацией, бросил учёбу и стал авиапилотом, летал в частных авиакомпаниях. После начала Второй мировой войны добровольцем вступил в Королевские ВВС Британской Индии, позже возглавил командование воздушного транспорта. Во время службы начал интересоваться националистической идеологией и политикой. Борец за независимость Индии. Использовал авиатранспорт для доставки индийским войскам того, что считалось подрывной литературой, оставаясь при этом приверженцем борьбы с державами оси. За распространение политических листовок среди индийских солдат, сражавшихся в составе британских войск в Бирме, британские власти арестовали его и посадили в тюрьму. Выйдя на свободу, продолжил выполнение нелегальных миссий, вывозил лидеров Индийского национального конгресса по всей Индии на секретные собрания.
Сторонник идей социализма и федерализма. В 1946 году Патнаик был избран в Законодательное собрание Одиши. В 1960 году стал президентом Конгресса штата.
В 1961—1963 и 1990—1995 годах занимал должность главного министра (главы правительства) штата Одиша. В 1977, 1980 и 1984 годах — член Лок сабхи, нижней палаты парламента Индии от партии Джаната. В 1977—1980 годах занимал пост министра угольной промышленности Индии.
Позже — член партии Джаната дал.
В 1951 году учредил ежегодную премию Калинги, присуждаемую за достижения в области популяризации науки.
Умер от сердечно-дыхательной недостаточности.
Его дочь — писательница Гита Мехта, сын — Навин Патнаик, с 2000 года — главный министр Ориссы.

## Память
- В его честь Правительство Одиши назвало несколько учреждений, в том числе Аэропорт Биджу Патнаик города Бхубанешвар, штат Орисса, Индия, Технологический университет Биджу Патнаика, стадион.
- В 2016 году выпущена памятная монета достоинством 5 рупий.
- В 2018 году почта Индии выпустила марку с его изображением.